# Seznam župnij Škofije Trst
V škofiji Trst je 60 župnij.

## Izjeme
Zaradi zgodovinskih razmejitev škofija včasih ne zajema celotnega občinskega ozemlja, zato so nekatere cerkve prepuščene sosednjim škofijam. Takšni primeri so:
- v tržaško škofijo spadajo Briščiki, Postaja Prosek, Brišče, Devinščina in Gabrovec, zaselki Občine Zgonik, ki je sicer vključena v goriško nadškofijo;
- nekatere ulice v Nabrežini Križ, zaselku Občine Devin - Nabrežina (nadškofija Gorica), so tudi del tržaške škofije.

## Dekanije
Škofija je razdeljena na osem dekanij. 

### Dekanija Sv. Just, mučenec
Dekanija obsega najstarejši del Trsta. 
| Župnija                         | Zavetnik                        | Občina | Naselje/mestna četrt             | Prebivalci |
| ------------------------------- | ------------------------------- | ------ | -------------------------------- | ---------- |
| Stolnica                        | Just Tržaški                    | Trst   | središče                         | 3.085      |
| Sv. Marija Velika               | Marija Velika                   | Trst   | središče                         | 2.823      |
| Blažena devica pomočnica        | Blažena devica pomočnica        | Trst   | središče                         | 3.133      |
| Blažena devica rožnega venca    | Blažena devica rožnega venca    | Trst   | središče                         | 538        |
| Naša gospa previdnosti in Siona | Naša gospa previdnosti in Siona | Trst   | središče                         | 3.935      |
| Sv. Andrej in Rita              | Andrej in Rita                  | Trst   | središče-Sv. Andrej-Campo Marzio | 4.630      |
| Mati božja morja                | Mati božja morja                | Trst   | središče-Sv. Vid                 | 5.126      |

### Dekanija Sv. Anton, čudodelec
Dekanija obsega Terezijansko četrt in več predmestnih četrti Trsta. 
| Župnija                   | Zavetnik                  | Občina | Naselje/mestna četrt                       | Prebivalci |
| ------------------------- | ------------------------- | ------ | ------------------------------------------ | ---------- |
| Sant'Antonio Taumaturgo   | Anton, čudodelec          | Trst   | središče                                   | 8592       |
| Sv. Janez                 | Janez Obglavljeni         | Trst   | Sveti Ivan                                 | 8508       |
| Podlonjer                 | Avguštin iz Hipona        | Trst   | Podlonjer                                  | 1951       |
| Marijino brezmadežno srce | Marijino brezmadežno srce | Trst   | središče-Škorklja                          | 5833       |
| Sv. Peter in Pavel        | Peter in Pavel            | Trst   | središče                                   | 5981       |
| Sv. srce Jezusovo         | Sveto srce Jezusovo       | Trst   | središče                                   | 8906       |
| Sv. Jožef                 | Jožef                     | Trst   | središče, Bolnišnica Katinara in Sv. Cilin | 6          |
| Sv. Frančišek             | Frančišek Asiški          | Trst   | središče                                   | 5800       |

### Dekanija Opčine
Dekanija obsega župnije številnih zaselkov v Občini Trst in občine Repentabor in Dolina ter več zaselkov Občine Zgonik brez župnijske avtonomije. 
| Župnija   | Zavetnik           | Občina         | Naselje/mestna četrt         | Prebivalci |
| --------- | ------------------ | -------------- | ---------------------------- | ---------- |
| Opčine    | Jernej, apostol    | Trst           | Opčine                       | 4420       |
| Boljunec  | Janez Krstnik      | Dolina         | Boljunec                     | 1305       |
| Bazovica  | Marija Magdalena   | Trst           | Bazovica                     | 1581       |
| Mačkolje  | Jernej, apostol    | Dolina         | Mačkolje                     | 380        |
| Katinara  | Presveta Trojica   | Trst           | Katinara                     | 2769       |
| Kontovel  | Hieronim           | Trst           | Kontovel                     | 531        |
| Monrupino | Marija Vnebovzeta  | Repentabor     | Col, Repen in Fernetiči      | 828        |
| Trebče    | Andrej, apostol    | Trst           | Trebče                       | 575        |
| Dolina    | Ulrik Augsburški   | Dolina         | Dolina                       | 1700       |
| Pesek     | Tomaž, apostol     | Dolina         | Pesek                        | 228        |
| Prosek    | Martin iz Toursa   | Trst in Zgonik | Prosek, Briščiki in Gabrovec | 1311       |
| Boršt     | Anton, opat        | Dolina         | Boršt                        | 583        |
| Križ      | Izum svetega Križa | Trst in Zgonik | Križ in Brišče               | 1372       |
| Ricmanje  | Jožef              | Dolina         | Ricmanje                     | 1752       |

### Dekanija Rojan
Ta dekanija obsega več predmestnih četrti Trsta. 
| Župnija              | Zavetnik                                | Občina | Naselje/mestna četrt                | Prebivalci |
| -------------------- | --------------------------------------- | ------ | ----------------------------------- | ---------- |
| Rojan                | Mohor in Fortunat                       | Trst   | Rojan                               | 9792       |
| Barkovlje            | Jernej, apostol                         | Trst   | Barkovlje                           | 3581       |
| Naselje sv. Nazarija | Nazarij                                 | Trst   | Naselje sv. Nazarija                | 617        |
| Kolonja              | Marija, kraljica miru                   | Trst   | Kolonja in Monte                    | 1790       |
| Greta                | Marija Karmelska                        | Trst   | Greta                               | 5187       |
| Grljan               | Evfemija Halkedonska in Tekla Ikonijska | Trst   | Grljan                              | 632        |
| Vejna                | Marija, mati in kraljica                | Trst   | Kontovel - Vejna                    | 617        |
| Kvirik in Julijeta   | Kvirik in Julijeta                      | Trst   | Križ - Borgo SS. Quirico e Giulitta | 700        |
| Kraška vas           | Marija, kraljica sveta                  | Trst   | Opčine - Kraška vas                 | 3653       |

### Dekanija Sv. Jakob
Dekanija obsega več rajonov v južnem delu Trsta. 
| Župnija         | Zavetnik                   | Občina | Naselje/mestna četrt | Prebivalci |
| --------------- | -------------------------- | ------ | -------------------- | ---------- |
| Sv. Jakob       | Jakob                      | Trst   | Sv. Jakob            | 12049      |
| Campanelle      | Marko, evangelist          | Trst   | Campanelle           | 2637       |
| Čarbola         | Hieronim                   | Trst   | Čarbola              | 6368       |
| Sv. Janez Bosko | Janez Bosko                | Trst   | Pončana              | 9500       |
| Škedenj         | Lovrenc, diakon in mučenec | Trst   | Škedenj              | 7754       |

### Dekanija Milje
Dekanija obsega župnije Občine Milje. 
| Župnija     | Zavetnik           | Občina | Naselje/mestna četrt | Prebivalci |
| ----------- | ------------------ | ------ | -------------------- | ---------- |
| Milje       | Janez in Pavel     | Milje  | središče             | 8713       |
| Žavlje      | Benedikt Nursijski | Milje  | Žavlje               | 1837       |
| Stare Milje | Marija Vnebovzeta  | Milje  | Stare Milje          | 1121       |
| Cindis      | Matej, apostol     | Milje  | Cindis in Sv. Rok    | 1577       |

### Dekanija Jezus, božji delavec
Il decanato comprende alcuni rioni suburbani nella parte meridionale di Trieste. 
| Župnija             | Zavetnik            | Občina | Naselje/mestna četrt | Prebivalci |
| ------------------- | ------------------- | ------ | -------------------- | ---------- |
| Piano di Sant'Anna  | Gesù Divino Operaio | Trst   | Piano di Sant'Anna   | 7917       |
| Altura              | Naša Gospa Lurška   | Trst   | Altura               | 3339       |
| Naselje sv. Sergija | Sergij              | Trst   | Naselje sv. Sergija  | 6779       |
| Poggi Sant'Anna     | Marija Magdalena    | Trst   | Poggi Sant'Anna      | 2800       |
| Valmaura            | Žalostna Marija     | Trst   | Valmaura             | 7557       |

### Dekanija Sv. Vincencij Pavelski
Il decanato comprende alcune parrocchie situate nella parte centro-sud di Trieste. 
| Župnija                | Zavetnik               | Občina | Naselje/mestna četrt   | Prebivalci |
| ---------------------- | ---------------------- | ------ | ---------------------- | ---------- |
| Sv. Vincencij Pavelski | Vincencij Pavelski     | Trst   | središče               | 14550      |
| Sv. Terezija           | Terezija iz Lisieuxa   | Trst   | središče               | 7425       |
| Sv. Alojzij            | Alojzij Gonzaga        | Trst   | Sv. Alojzij            | 3162       |
| B.V. delle Grazie      | Blažena devica milosti | Trst   | središče               | 6911       |
| Sv. Pij X.             | Papež Pij X.           | Trst   | Rocol                  | 6783       |
| Sv. Paskal             | Paskal Bajlon          | Trst   | centro-Vila Revoltella | 1179       |
| Melara                 | Luka, evangelist       | Trst   | Melara                 | 4033       |
| Sv. Katarina Sienska   | Katarina Sienska       | Trst   | središče               | 2920       |